# União dos Democratas-Cristãos e de Centro
A União dos Democratas-Cristãos e Democratas de Centro (em italiano Unione dei Democratici Cristiani e Democratici di Centro; UDC) é um partido político italiano fundado em 6 de dezembro de 2002 sobre as bases da Democracia-Cristã.
O líder do partido é Pier Ferdinando Casini e o seu presidente é Rocco Buttiglione.

## Resultados Eleitorais

### Eleições legislativas

#### Câmara dos Deputados
| Data | Votos     | %        | Deputados | +/- | Status   |
| ---- | --------- | -------- | --------- | --- | -------- |
| 2006 | 2 580 190 | 6,8 (#4) | 39 / 630  |     | Governo  |
| 2008 | 2 050 309 | 5,6 (#4) | 36 / 630  | 3   | Oposição |
| 2013 | 608 199   | 1,8 (#9) | 8 / 630   | 28  | Governo  |

##### Senado
| Data | Votos     | %        | Deputados | +/- | Status   | Notas                            |
| ---- | --------- | -------- | --------- | --- | -------- | -------------------------------- |
| 2006 | 2 309 442 | 6,8 (#6) | 21 / 315  |     | Governo  |                                  |
| 2008 | 1 898 842 | 5,7 (#4) | 3 / 315   | 18  | Oposição |                                  |
| 2013 | N/D       | N/D      | 2 / 315   | 1   | Governo  | na aliança Com Monti pela Itália |

### Eleições europeias
| Data | Votos     | %        | Deputados | +/- | Notas                              |
| ---- | --------- | -------- | --------- | --- | ---------------------------------- |
| 2004 | 1 914 726 | 5,9 (#5) | 5 / 78    |     |                                    |
| 2009 | 1 995 021 | 6,5 (#5) | 5 / 72    | =   |                                    |
| 2014 | 1 202 350 | 4,4 (#5) | 1 / 73    | 4   | em aliança com Nova Centro-direita |